# San Jerónimo Sud
San Jerónimo Sud é uma comuna da província de Santa Fé, na Argentina.